# 葉延
葉延（309年—351年），為4－6世紀建立之吐谷渾第三任統治者，他為吐延兒子。在位期間為329年-351年。
晉成帝咸和四年（329年），吐延被羌族酋長姜聰刺死，臨死時囑咐長子葉延保衛白蘭。及後，葉延繼位。他沉毅好学，好问天地造化，帝王年历。立誓为父报仇，每天缚草作姜聰之像，哭着向它射箭。葉延在沙洲建立慕克川總部，並以吐延為氏，以吐谷渾為姓、族姓及國號。建立官制，有长史、司马、将军之号。子碎奚即位。
| 前任： 吐延 | 吐谷渾首領 在位期間329年-351年 | 繼任： 碎奚 |